# オフグリッド
オフグリッド、オフ=グリッド（英語:off-grid）、オフ・ザ・グリッド（英語:off-the-grid, OTG）とは、電力、ガス、水道など生活に必要なライフラインの一つ、または、それ以上を公共のインフラストラクチャーに依存せず、独立して確保できるよう設計された建物の特徴やその生活様式を指す。オフ・ザ・グリッドの原義は電力網（Electrical grid）に接続されていない状態を表す。21世紀の現代においても電力会社の商用電源に頼らず、自家発電などで電力や常を賄えることを指す場合が多い（「オフグリッド住宅」など）。電力だけでなく、ガス、上下水道のみを独立させた状態も含み、住居から小さな集落（コミュニティ）に対し拡張させることも可能である。
オフグリッド生活では建物で人々が自給自足で暮らせる状態を目的としている。これは、通常のライフラインを利用できない場所において有利であり、環境への影響や生活費を削減したい人には魅力的となる。一般的にオフグリッドの建物は、建物自体で電力と飲料水を供給することができ、食料品、廃棄物（生ごみ）、廃水を管理できることが必須条件とされる。

## エネルギーソリューション

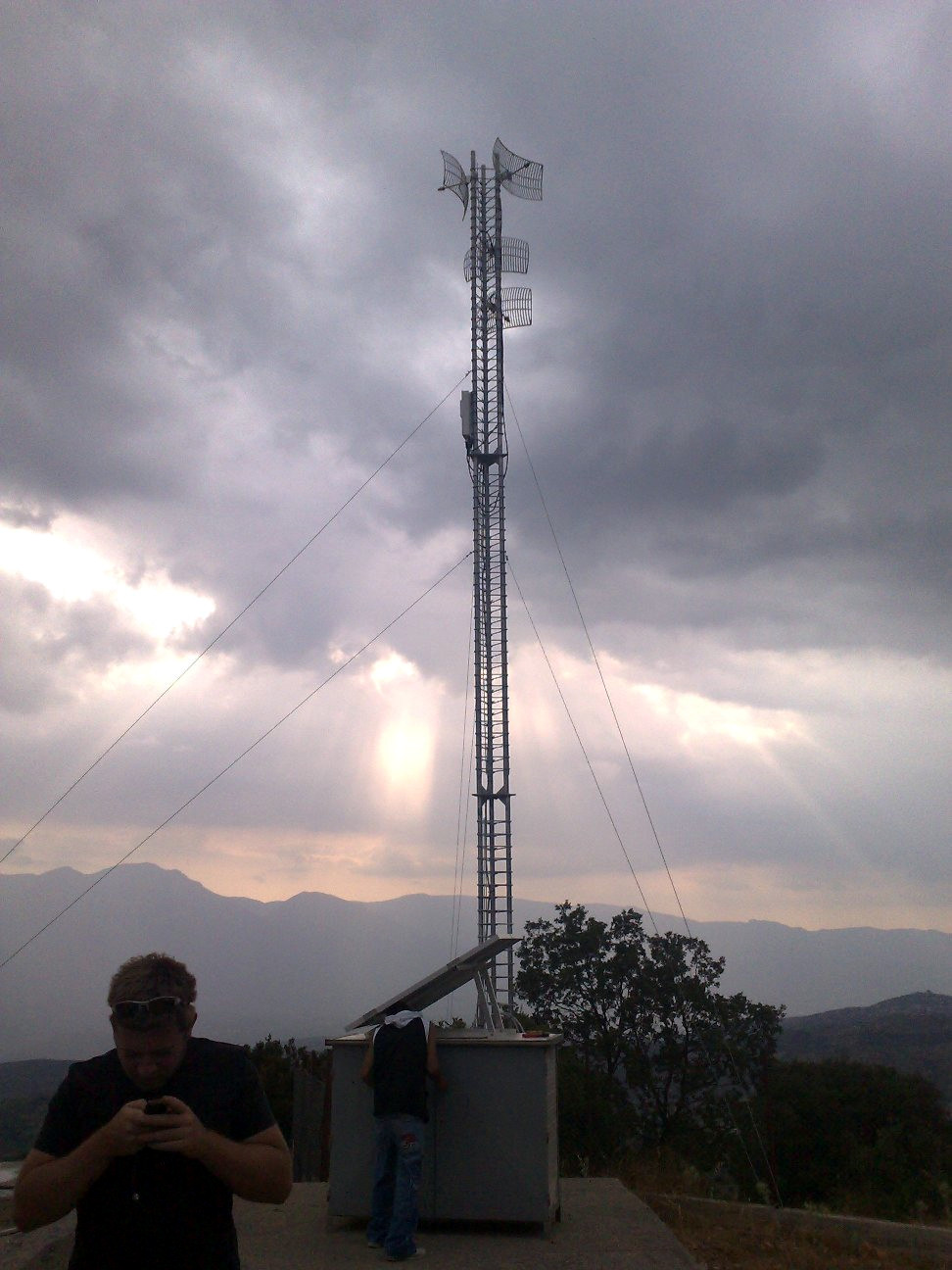
ギリシャにある太陽光発電を利用したラジオ局の送信用アンテナ

電力と暖房用エネルギーは太陽光発電、風力発電、水力発電などの再生可能エネルギーを利用することで生成することが可能である。このほかのエネルギー源として一般的なものには木材、廃棄物、バイオマス燃料、アルコール燃料、地熱のほかに、室内（外気）と地下の大気温度差を利用した空気循環なども含まれている。

### 電力
通常グリッド（接続）された建物では、主に石炭、天然ガスなど天然資源をエネルギーとして電力に変換する発電所から電力を送電される。2017年時点、世界のエネルギー源の内訳はグリッド方式で非再生可能エネルギーの大半を使用しているのに対し、太陽光や風力など再生可能エネルギーはごく一部であることを示している。アフリカでは55%の人々が電力（送電網）を利用することができないため、それら地域では自給自足を可能にするため、豊富な周囲の生成可能エネルギーを利用する必要がある。

#### 太陽光発電
太陽からのエネルギーを利用する太陽光発電は、オフグリッドの建物では最も人気のある手段の一つとなっている。ソーラーパネルは太陽光を電気エネルギーに変換することを可能とする。ソーラーパネルのほか、充電コントローラー、インバーター、急速遮断制御を必要とする。

#### 風力タービン
太陽光発電と同様に人気のある電力供給源となる。

#### マイクロ水力発電
水が豊富な場合、水力発電は有望なエネルギー供給源となり、伝統的なものに水車がある。大規模なものはダムや貯水池（揚水発電）となる。一定の水量や水流がある河川でタービンが使用可能となる。マイクロ水力発電では小さな集落に対し電力を供給できる可能性があり、オフグリッドでは有力な選択肢となる。波や潮流は沿岸地域に電力を供給することが可能となる。

#### バッテリー
二次電池（バッテリー）は電力が必要とされていない状態で電気エネルギーが生成された場合、通常バッテリーを充電するために向けられる。これにより一時的に電力が生成されない状況や、非一定生産によって引き起こされる間欠性の問題（電圧降下）が解決され、これにより一定電圧の変動も可能となる。一般的な物に鉛蓄電池とリチウムイオン電池などがある。

#### ハイブリッド・エネルギーシステム
間欠性の問題やシステム障害を避けるため、多くのオフグリッドコミュニティではハイブリッドエネルギーシステムを採用している。これは、太陽光発電や風力など従来の再生可能エネルギーとマイクロ水力発電やバッテリー、ディーゼル発電機などより安定した電源を組み合わせたものである。また、この方法は孤立したコミュニティに対しグリッド（送電網）を拡張または維持するよりも安価で効果的な方法となる。

## 飲料水と衛生管理
水はオフグリッド環境で重要な考慮事項であり、水源を利用するため、効率的に採取、使用、廃棄する必要がある。飲料水を確保する方法は豊富にあるが、地域へのアクセスや好みにより異なる。

### 水源
地元の水域
近くの小川、池、川、湖などは淡水を確保するのに簡単である。海（海水）も適切な淡水化により貴重な水源となる。
井戸と泉
伝統的手法である井戸は、地下水が存在し豊富な場所で通常地下水面または帯水層まで掘り下げ使用し、泉など地表面に現れた地下水を集める方法も含む 。地下水を建物に運ぶための方法として、風力および太陽光発電などで得た電力を利用した電気ポンプまたはハンドポンプが含まれる。井戸水は定期的に検査することを推奨し、水の味や臭い、または、見た目に変化が生じた場合は、その水質を確認する必要がある。
雨水
この方法は天候に依存し水を供給する。また、使用者の水需要と地域の降水量に基付いて貯水タンクが設計される。雨水は建物の屋根から雨水タンクへと注がれ、必要量まで貯蔵される。
大気
大気中に含まれる水蒸気を露点温度以下にすることで飲料水を抽出する（結露）方法である。大気製水機（AWG）や空気製水機とも呼ばれ、電力が確保できる環境下で使用することができ、独立電源と併用することで災害時や断水時にも継続して飲料水の確保が可能となる。
補給
自給自足の負担を減らす方法として外部からの補給に頼る方法である。大量の奇麗な水を保管場所に持ち込むため、その水源やその場所へのアクセス方法、オフグリッド箇所へ持ち込むための輸送手段が必要となる。一般的な物に給水車などがある。
その他
土壌に含まれた水分を抽出する方法や、植物に付いた露を集める、草や木などに含まれた水分を抽出する方法で飲料水を確保する方法などがある。

### 水処理
屋内で飲料水として使用するため安全でなければならず、水質に関し以下の処理方法が使用できる。
濾過
物理的な濾過フィルターを使用する。水中の不純物を除去し、フィルターが細かい場合は生物学的な汚染物質を除去することも可能となる。今日では電力を一切必要としない人道支援向け大型浄水器である救命用ポータブル・アクア・ユニットや小型発電機を使用した浄水器のほか、携帯式の小型浄水器なども登場している。
化学処理
水中の微生物を消毒するため塩素、二酸化塩素、オゾンなどが使用される。
紫外線
紫外線（UV）を使用した処理方法。濾過された水に対し紫外線を照射する電球を使用し、各種ウイルスやバクテリアを無害化させる。
電気分解
一般的ではないが、生物学的汚染物質を除去するため、少量の塩の溶液（塩化ナトリウム）が追加された水に電流を流し処理を行う電気分解がある。ろ材と組み合わせることで安全な飲料水の確保が可能となる。
脱塩処理
一部地域の地下水では塩分濃度が高く、飲用に適さないため蒸留を行う。沿岸地域では脱塩プラントを使用することで海水から飲料水を確保することが可能となる。
軟水化
水中に特定のミネラルが存在すると、硬水が生成され、時間の経過とともにパイプが詰まる可能性があり、石鹸や洗剤と干渉することで、グラスや皿に滓を残す可能性がある。 軟水化システムはナトリウムとカリウムを導入することで硬いミネラル分を沈殿させることが可能となる。

### 水の使用と衛生管理
オフグリッドの建物では、水不足を防ぐため、水の効率的な使用が必要となる。これは習慣に依存するが、対策として、蛇口やシャワーヘッド、トイレの節水器具が含まれ、蛇口の流量または水洗時の水の量を減らし、使用される総水量を減らす対策を行う。また、バイオトイレを使用することで水量を減らすことができる。このほかにも蛇口の節水コマの使用や、台所、シャワー、食器洗い機、衣類洗濯機からの水を再利用することなどで更に節水となる。再利用するには生活排水を貯蔵し、それら生活排水を微生物処理することによって行われ、非飲用水源として再利用することが可能となる。
建物が下水道に接続されていない場合、下水システムを考慮する必要がある。下水処理を行うため、浄化槽または曝気槽などを設置し、生活排水を貯蔵し、適切な処理を行った上で地中に浸出させる方法が一般的である。

## 大衆文化
2010年、元フリージャーナリストでドキュメンタリー映画監督であるニック・ローゼン（Nick Rosen）により「Off the Grid, Inside the Movement for More Space, Less Government and True Independence in Modern America （オフ・ザ・グリッド、幅を広げる新たな流れ、政府に依存しない、現代アメリカにおける真の独立）」を上梓しており、これが話題となり記事やテレビ番組などで特集が組まれている。
昨今、このアイデアが一般的に普及したのはアメリカ人俳優、エド・ベグリー・ジュニアなど、複数の著名人により言及された影響による。また、このライフスタイルを基礎とした二酸化炭素排出量（温室効果ガス）削減を目標に生活するエド・ベグリー・ジュニア主演のリアリティ番組「Living with Ed」の放映が開始されている。アメリカ人女優であるダリル・ハンナはオフグリッド生活を推奨しており、コロラド州にオフグリッド様式の自宅を建設している。ディスカバリーチャンネルで放映された番組、「デュアル・サバイバル」で共演したサバイバル専門家であるコーディ・ランディン（Cody Lundin）もまた同様に、北アリゾナ州の荒野で太陽光発電と雨水を集め、生ごみを堆肥化し、一切の公共料金を支払わない「アース・ハウス」での生活を行っている。